# Apalonia seticornis
Apalonia seticornis är en skalbaggsart som beskrevs av Thomas Casey 1906. Apalonia seticornis ingår i släktet Apalonia och familjen kortvingar. Inga underarter finns listade i Catalogue of Life.